# Тёла
Тёла́ (фр. Teulat, окс. Taulat) — коммуна во Франции, находится в регионе Юг — Пиренеи. Департамент — Тарн. Входит в состав кантона Лавор-Кокань. Округ коммуны — Кастр.
Код INSEE коммуны — 81298.

## География

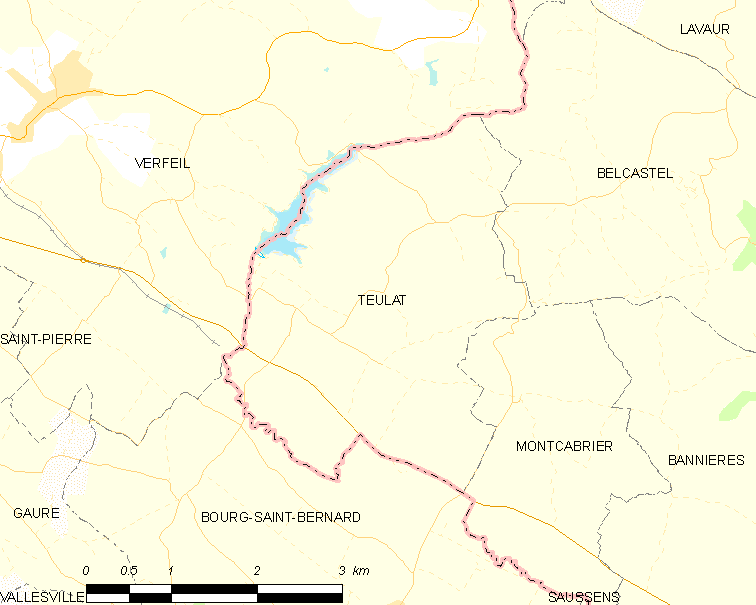
Карта коммуны

Коммуна расположена приблизительно в 590 км к югу от Парижа, в 21 км восточнее Тулузы, в 50 км к юго-западу от Альби.
На юго-западе коммуны протекает река Жиру. На северо-западе расположено озеро Балерм (фр. Balerme).

## Климат
Климат умеренно-океанический. Зима мягкая и дождливая, лето жаркое с частыми грозами. Ветры довольно редки.

## Население
Население коммуны на 2010 год составляло 484 человека.
| 1962 | 1968 | 1975 | 1982 | 1990 | 1999 | 2010 |
| ---- | ---- | ---- | ---- | ---- | ---- | ---- |
| 235  | 233  | 222  | 239  | 298  | 400  | 484  |

## Администрация
| Период | Период | Фамилия      | Партия | Примечания |
| ------ | ------ | ------------ | ------ | ---------- |
| 2001   | 2008   | Бернар Гюйо  |        |            |
| 2008   | 2014   | Патрис Шузи  |        |            |
| 2014   | 2020   | Сабин Муссон |        |            |

## Экономика
В 2007 году среди 279 человек в трудоспособном возрасте (15—64 лет) 217 были экономически активными, 62 — неактивными (показатель активности — 77,8 %, в 1999 году было 78,2 %). Из 217 активных работали 201 человек (108 мужчин и 93 женщины), безработных было 16 (7 мужчин и 9 женщин). Среди 62 неактивных 22 человека были учениками или студентами, 14 — пенсионерами, 26 были неактивными по другим причинам.

## Памятник

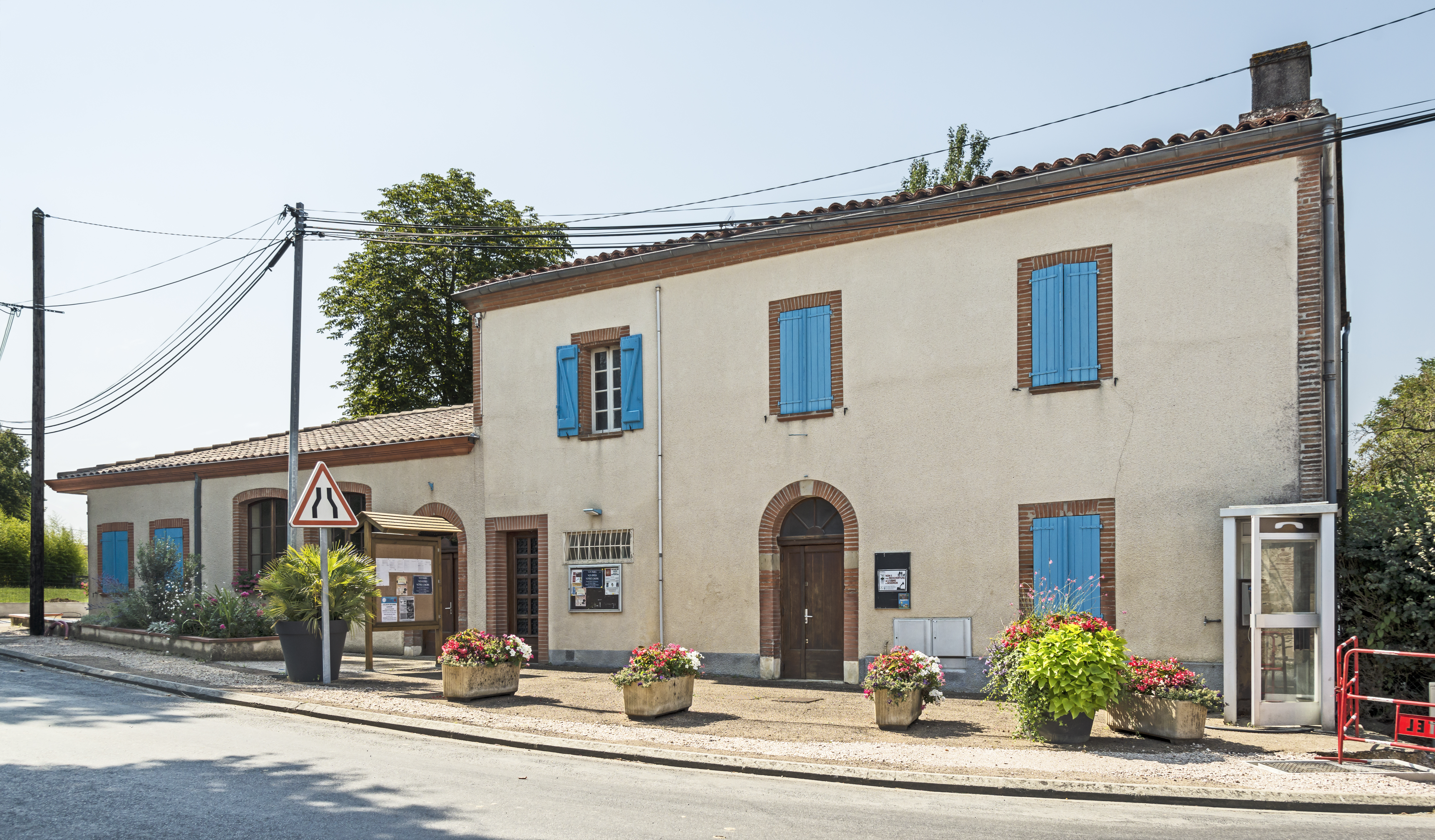
Ратуша.
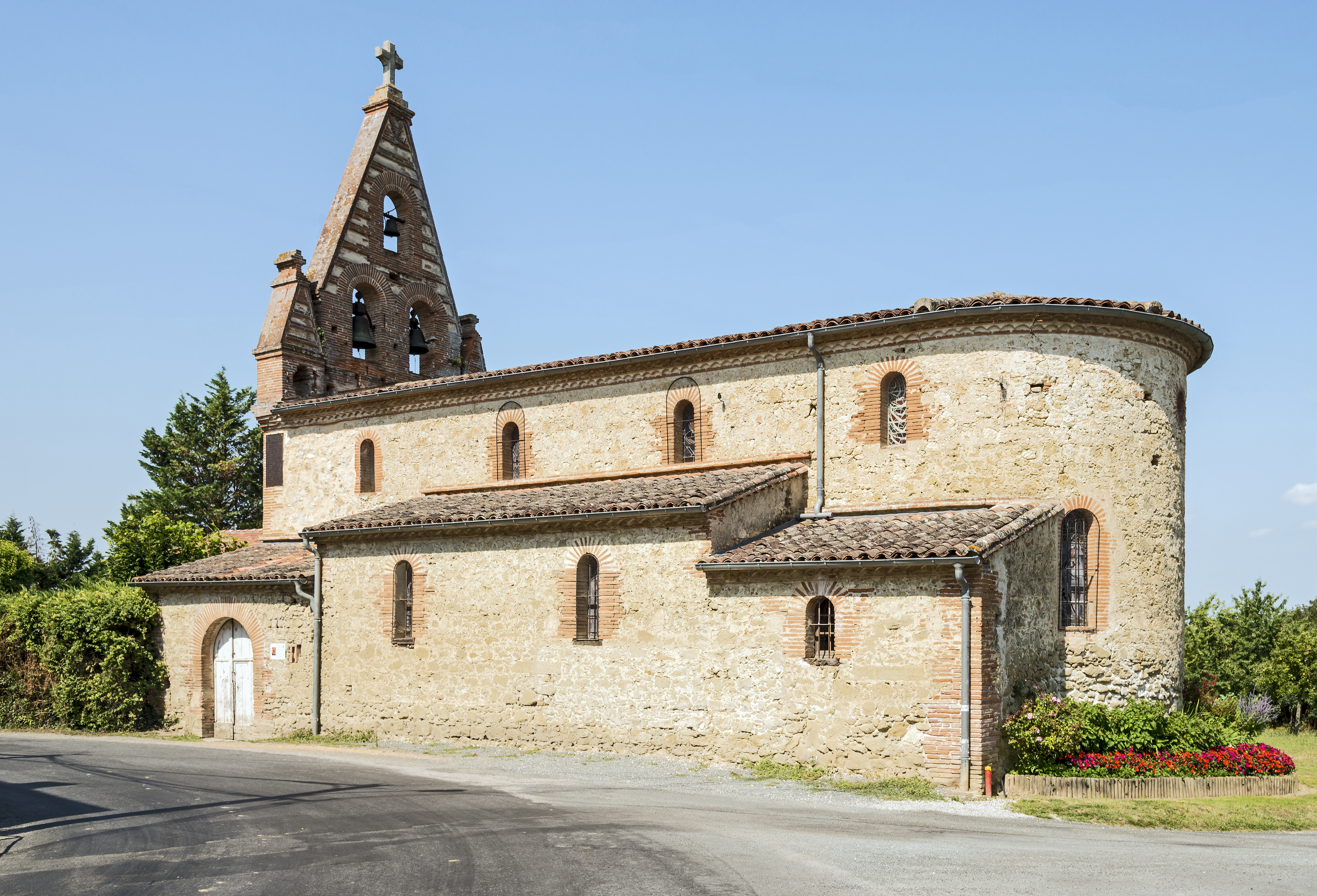
Часовня Святого Мартина.
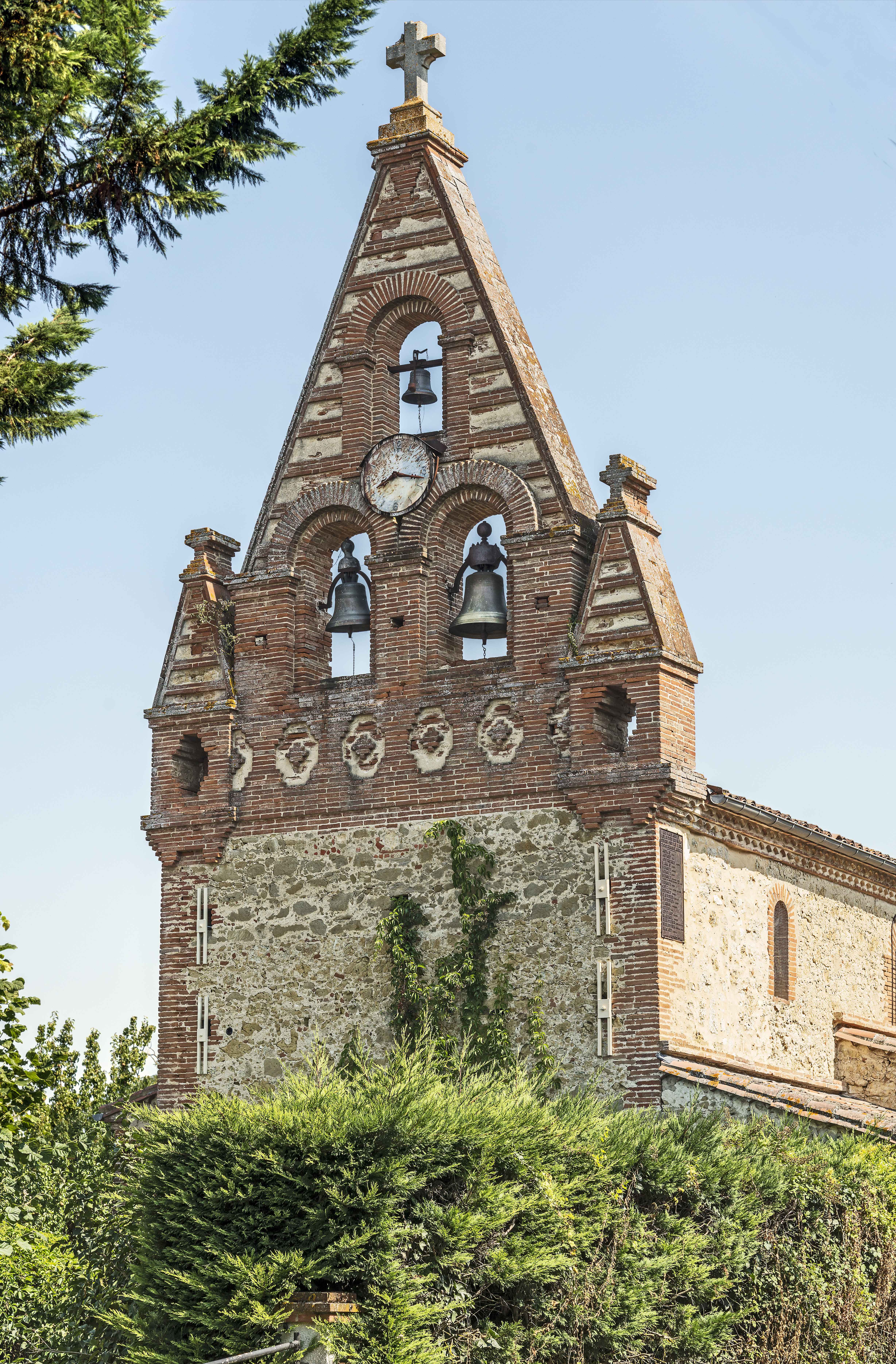
Колокольня.